# Jamui
Jamui é uma vila e sede administrativa do distrito de Jamui, no estado indiano de Bihar.
O distrito ocupa uma área de 3099 km² e tem uma população de 1.397.474 hab (censo de 2001).